# 德明信基金
德明信基金（Dimensional Fund Advisors, L.P.，常簡稱為DFA）是美國的一家投資公司，總部位於德克薩斯州奧斯汀。德明信於1981年設立於芝加哥，在美國、加拿大、英國、德國、荷蘭、澳洲、新加坡和日本開展有業務。

## 外部連結
- Official site （页面存档备份，存于）
- Fama/French Forum （页面存档备份，存于）
- David Booth Interviews （页面存档备份，存于）